# Dodô
Dodô, brazilski nogometaš, * 2. maj 1974.
Za brazilsko reprezentanco je odigral 5 uradnih tekem in dosegel dva gola.